# 江戸中町奉行所
『江戸中町奉行所』（えどなかまちぶぎょうしょ）は、テレビ東京系にて放送された連続テレビ時代劇。
第1シリーズは1990年7月 - 9月、金曜21:00 - 21:54に全13話が放映された。
第2シリーズは1992年4月 - 6月、金曜21:00 - 21:54に全12話が放映された。

## 概要
- 江戸の町奉行といえば「北町奉行所」「南町奉行所」が有名だが、実は歴史の記録上で「中町奉行所」なる奉行所があった（詳細については町奉行の項目を参照のこと）。この、歴史上の記録のみの存在の中町奉行所をもとにドラマは企画された。
- この作品の中町奉行所は表向きは犯罪捜査はせず、北町・南町に比べて格下の奉行所。裏ではこの北町・南町が裁けない悪を闇の白州で裁く（斬り捨てる）秘密任務を行っていた。この秘密任務を行う「ガラクタ（同心の水流添我童、木暮楽太郎、魚屋・多吉）、密偵・お篠」の活躍を描く。

## スタッフ
- 原案：南原幹雄
- 製作者：遠藤慎介、櫻井洋三
- チーフプロデューサー：江津兵太（テレビ東京）、桜林甫
- プロデューサー：小川治（テレビ東京 1期のみ）、鈴木一巳（2期のみ）、中嶋等
- 脚本：保利吉紀、篠崎好、下飯坂菊馬、佐藤繁子、中村勝行ほか
- 監督：石原興、奥村正彦、津島勝ほか
- 現像・テレシネ：IMAGICA（現・IMAGICAウェスト）、東京現像所
- エキストラ：エクラン演技集団、国際プロ
- 製作協力：松竹京都映画、株式会社大船撮影所
- 製作：テレビ東京、松竹

## ED曲
- 第1シリーズ：神崎愛「愛のリフレイン」（番組メインテーマは同曲のアレンジ版）
- 第2シリーズ：神崎愛&浜圭介「街角」

## キャスト
- 水流添我童（中町奉行所同心）：近藤正臣
- 木暮楽太郎（中町奉行所同心）：田中健
- 多吉（魚屋）：清水健太郎
- お篠（密偵）：神崎愛
- 丹羽遠江守長守（中町奉行）：丹波哲郎
- OPナレーション：黒沢良

## 第1シリーズ放映リスト
| 話数             | サブタイトル                                    | 主な出演者 |
| ---------------- | ----------------------------------------------- | --- |
| 第1話            | 「裁きは無用！」                                | - 脇村淡路守：菅貫太郎 - 倉本孝介：原口剛 - 良全：キラーカン - 行庵：北九州男 - 雁金の辰蔵：岩尾正隆 - 葛西六兵衛：滝田裕介 - お咲：小川敦子 - 政吉：中嶋俊一 - 女郎：藤坂有希 - 番太郎：ホープユタカ - 芸者：太田和余 - お美代：田辺ひとみ - 同心：松尾勝人 - 訴人：山内八郎 - 辰蔵の手下：丸尾好弘 |
| 第2話            | 「私怨無用の闇始末」                            | - 倉本孝介：原口剛 - お芳：中條郷子 - お咲：小川敦子 - 葛西六兵衛：滝田裕介 - お里：柳綾稀子 - 草森：下元年世 - 音松：多賀勝 - 肥前屋仙右衛門：遠藤太津朗 - 戸田山城守長信：戸浦六宏 - 久代：松島ゆみこ - 勘助：寺本浩 - おみよ：伊吹めぐみ - 商人：山本弘 |
| 第3話            | 「死を待つ男の危険な賭け！」                    | - 相模屋惣兵衛：勝部演之 - お藤：若林志穂 - 坂部伊十郎：牟田悌三 - お咲：小川敦子 - 嘉平：吉田良全 - 朝比奈修理：五味龍太郎 - 原田：出水憲 - 相模屋の手下：橋本和博 - 同心：多々納斉 - 同心：松本昇三 - 芸妓：勝美慶子 |
| 第4話            | 「濡れ衣晴らして候」                            | - お咲：小川敦子 - 八州屋仙蔵：玉生司朗 - 喜助：石倉英彦 - 村岡信三郎：河原崎建三 - お静：守谷佳央理 - 佐久間伊織：田中弘史 - 田村右京：楠年明 - 綾乃：黒田福美 - 女将：鈴川法子 - 神尾：久賀大雅 - 紀尾井藩家老：藤沢薫 - 八州屋の手下：伴勇太郎 - 信吾：久保田巧 - 紀尾井藩用人：浜田雄史 - 同心：荻原郁三 - 八州屋の手下：加藤正記 - 博多屋の老爺：伊波一夫 - お静の祖父：鈴木政喜 - 勘助：寺本浩 - たばこ屋の娘：伊吹めぐみ |
| 第5話            | 「大奥に棲む魔物」                              | - おとせ：松岡知重 - 稲垣対馬守：黒部進 - お咲：小川敦子 - 越路：伊藤幸子 - 神坂：西園寺章雄 - お伝：赤座美代子 - 越前屋：北見唯一 - 大僧正：徳田興人 - 碇屋：伝法三千雄 - 跡部：亀井賢二 - おむら：小林泉 - 勝田大吾：佐藤雅夫 - 伊三郎：小林誠 - 同心：門田裕 - 番頭：中村正 |
| 第6話            | 「不幸を背負った女」                            | - 永倉珍阿弥：山本昌平 - 丈吉：小池雄介 - お咲：小川敦子 - 若尾逸平：青島健介 - 合月弥太郎：吉中六 - 上総屋：高桐真 - 諸侯：溝田繁 - 諸侯：加治春雄 - 田村右京：楠年明 - おぶん：西川峰子 - 諸侯：森下鉄朗 - 金田：山本弘 - 珍阿弥の手下：谷口孝史 - 珍阿弥の手下：東田達夫 - 佐吉：浅田祐二 - 同心：松宮信男 - 同心：岡崎賢司 - 同心：床尾健一 - 同心：池田勝志 - 浪人の妻女：川本チフミ                                       |
| 第7話            | 「闇に消えた女」                                | - 松平右京亮：遠藤征慈 - 淡路屋利兵衛：西山辰夫 - 八五郎：赤塚真人 - お咲：小川敦子 - 権藤仙八郎：大木晤郎 - 鏑木信兵衛：下元年世 - お清：高沢順子 - 女将：宮田圭子 - お妙：駒田真紀 - 釣り人：伊波一夫 - 妓夫太郎：平井靖 - 浪人：橋本和博 - 侍：福山龍次 - 侍：福中勢至郎 - 侍：丸尾好広 |
| 第8話            | 「禁断の愛に泣く女」                            | - 早見新三郎：山内としお - 宍戸龍山：内田勝正 - お咲：小川敦子 - ちとせ：松井紀美江 - お雪：遠藤眞希 - 朝倉丹波守：志垣太郎 - 三好屋：溝田繁 - 笹川弾正：入江慎也 - 源兵衛：花岡秀樹 - 杉浦兵庫：佐藤雅夫 - 弥一郎：石井洋充 - 同心倉田：平岡秀幸 - 寺田：奥久俊樹 - ：倉持正美 - 植木屋：大迫英喜 - そば屋の親父：山内八郎 |
| 第9話            | 「おかめの涙」                                  | - おらく：神津はづき - 坂崎征三郎：片桐竜次 - 血桜の長兵衛：小沢象 - お八重：浅見美那 - お咲：小川敦子 - 久六：ジョニー大倉 - 弥吉：南宗一郎 - 源三：武井三二 - おさよ：園英子 - 手下：真田実 - 常：諸木淳郎 - 奈良屋：北見唯一 - 奈良屋内儀：小野朝美 - お大尽：平井靖 |
| 第10話           | 「死を招く愛の地獄」                            | - 仙蔵：高峰圭二 - 野本秀介：堀田真三 - お咲：小川敦子 - 雪之助：古田将士 - 卯之吉：ホープ・ユタカ - おこま：池波志乃 - 同心：河野実 - 質屋：久賀大雅 - 丸屋番頭：遠山二郎 - 三吉：奥久俊樹 - 西瓜売り：蛯名勝 - 小倉屋利助：三上真一郎 - 北町奉行：森下鉄朗 - おゆみ：征木良子 - おとき：香月美保子 - たばこ屋の娘：伊吹めぐみ - 質屋の女：藤原ひろみ                                                                          |
| 第11話           | 「闇の元締を消せ！」                            | - 東海屋丹兵衛：草薙幸二郎 - おはつ：小川美那子 - お咲：小川敦子 - 米倉外記：小美野欣士 - 袈裟三：広瀬義宣 - 平田又四郎：佐川満男 - 五郎蔵：大竹修造 - 浦次郎：結城市朗 - 手下：谷口孝史 - 岡村伊兵衛：浜田雄史 - 五郎蔵の女房：鈴川法子 - 芸者：太田和余 - そば屋の娘：長谷川千佳 - 同心：松尾勝人 - 同心：平井靖 - 棟梁：丸尾好広                                                                                             |
| 第12話           | 「非情の影狩り！」                              | - お吟：清水めぐみ - 谷岡斧二郎：高桐真 - 久世長門守：根上淳 - お咲：小川敦子 - 明石刑部：須永克彦 - 秋田屋和三郎：西山辰夫 - 桑田：柳原久二夫 - 小森：多賀勝 - 差配：藤沢薫 - 職人：南条好輝 - 女郎：恋塚ゆうき |
| 第13話（最終回） | 「我楽多たちの最後の賭け！」（2時間スペシャル） | - 西尾大膳：浜田晃 - 酒井能登守：江見俊太郎 - 職人：桂三木助 - 職人：渡嘉敷勝男 - 伊之助：沖田浩之 - お咲：小川敦子 - 備前屋：長谷川弘 - お関：斉藤絵里 - おしま：川島なお美 - お芳：中條郷子 - 内村：石倉英彦 - 北町与力：西園寺章雄 - 竹形甚太夫：青木義朗 - 赤鞘組：出水憲 - 見張りの男：山崎有右 - 赤鞘組：高市好行 - 赤鞘組：稲泉智万 - 赤鞘組：柴田善行 - おしまの妹分：小川しず穂 - 医者：松尾勝人 - おみよ：伊吹めぐみ  |

## 第2シリーズ放映リスト
| 話数 | サブタイトル                | 主な出演者                                      |
| --- | --------------------------- | ----------------------------------------------- |
| 第1話 | 「闇奉行が帰ってきた！」    | 川合伸旺 宗方勝巳 草川祐馬 高橋悦史 遠藤太津朗  |
| 第2話 | 「夫婦喧嘩を犬が食った」    | 一色彩子 内田勝正 藤代美奈子 高峰圭二           |
| 第3話 | 「復讐に散った桜吹雪」（*） | 今福将雄 御木裕 坂詰貴之 深作覚                 |
| 第4話 | 「花魁の肌は死の香り」（*） | 守谷香 嶋英二 下塚誠 三角八朗 加地健太郎 鷲生功 |
| 第5話 | 「二度死んだ男」（*）       | 田中浩 久保田篤 原口剛 三角八朗 丸山真穂        |
| 第6話 | 「暗闇の魔手」（*）         | 柴田侊彦 玉川伊佐男 賀田裕子 三角八朗           |
| 第7話 | 「哀しき父子草」（*）       | 森幹太 山崎裕太 小橋賢児 三角八朗 森田洸輔      |
| 第8話 | 「墓に眠る夫婦の秘密」（*） | 安藤一夫 森下哲夫                               |
| 第9話 | 「金が命です！」（*）       | 吉川十和子 石倉三郎                             |
| 第10話 | 「地獄を見た女」            | 戸浦六宏 伊藤美由紀 幸田宗丸 石山雄大           |
| 第11話 | 「命がけ！喧嘩芸者」（*）   | 若林しほ 堺左千夫 中村孝雄 沼田爆               |
| 第12話（最終回） | 「望郷に泣く女」（*）       | 高木二朗 灰地順 沼田爆 岡本舞                   |
| （*）の回は松竹大船撮影所がプロダクションを担当し、東京側のロケ地・スタジオ・スタッフで作られた。それでも、京都側スタッフの石原興や中島利男が参加している。 |                             |                                                 |

## DVD
- 2022年11月9日に第1シリーズ全13話を収録した『江戸中町奉行所 第1シリーズ コレクターズDVD』、2022年12月7日には第2シリーズ全12話を収録した『江戸中町奉行所 第2シリーズ コレクターズDVD』がベストフィールドよりそれぞれ発売された。